# 암네시아 (2011년 비디오 게임)
암네시아(AMNEτIA)는 아이디어 팩토리의 일본 비주얼 노벨 시리즈이다. 2011년 8월 플레이스테이션 포터블용으로 처음 출시되었으며 이후 일본의 팬 디스크인 암네시아 레이터(Amnesia Later)가 2012년 3월에 출시되었다. 암네시아 크라우드(Amnesia Crowd)라는 또 다른 속편이 2013년 4월에 출시되었다. 2014년 10월 "Amnesia Late x Crowd V Edition"가 플레이스테이션 비타용으로 출시됐다. 암네시아 메모리즈(Amnesia: Memories) 및 암네시아 레이트 크라우드(Amnesia: Late×Crowd)의 닌텐도 스위치 이식판이 2022년 9월 20일 전 세계에 출시되었다. 일본에서의 호평에 힘입어 다음과 같은 다양한 관련 상품을 생산했다. 드라마CD, 캐릭터음악CD, 도서 등이 있다. 2013년 TV 애니메이션 시리즈는 브레인즈 베이스에서 제작되었다.